# Wolfgang Ayaß

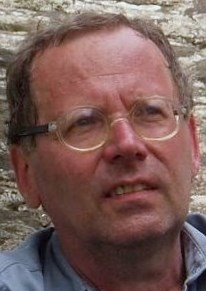
Wolfgang Ayaß (2012)

Wolfgang Ayaß (* 24. Juni 1954 in Marbach am Neckar) ist ein deutscher Historiker, Sozialpädagoge und Hochschullehrer.

## Leben
Wolfgang Ayaß studierte von 1976 bis 1981 Soziale Arbeit an der Gesamthochschule Kassel und schloss das Studium als Diplomsozialarbeiter/Diplomsozialpädagoge ab. Anschließend war er mehrere Jahre als Sozialarbeiter in einer stationären Einrichtung für Wohnungslose in Karlsruhe tätig. Er nahm 1985 an der Gesamthochschule Kassel ein Zweitstudium der Soziologie, Politik- und Geschichtswissenschaft auf, das er 1988 mit Magister beendete. Danach war er Doktorand an der Gesamthochschule Kassel und promovierte dort 1991 zum Dr. phil. mit der Dissertation Das Arbeitshaus Breitenau. Bettler, Landstreicher, Prostituierte, Zuhälter und Fürsorgeempfänger in der Korrektions- und Landarmenanstalt Breitenau (1874–1949). Anschließend war er unter anderem Lehrbeauftragter an der Universität Göttingen und der Gesamthochschule Kassel und habilitierte sich dort 2000 für Sozialpolitik mit dem Thema „Asoziale“ im Nationalsozialismus. Zunächst war er an seiner Wirkungsstätte als Privatdozent tätig und lehrt seit 2007 an der Universität Kassel als außerplanmäßiger Professor für Sozialpolitik bzw. im Sommersemester 2011 im Rahmen einer Vertretungsprofessur am Fachbereich Humanwissenschaften.
Ab 1992 war er für das Projekt „Quellensammlung zur Geschichte der deutschen Sozialpolitik 1867 bis 1914“ der Historischen Kommission der Akademie der Wissenschaften und der Literatur (Mainz) tätig, ab 2004 als Arbeitsstellenleiter, 2016 bis zum Projektende 2020 als Leiter. Dort bearbeitete er unter anderem Quellenbände zum Arbeiterschutz, zur Unfallversicherung, zur Kranken- und zur Rentenversicherung.
Im Schwerpunkt seiner Forschung steht die deutsche Sozialpolitik im Kaiserreich, der Weimarer Republik und insbesondere zu „Gemeinschaftsfremden“ während der Zeit des Nationalsozialismus. Die von ihm 2004 konzipierte Ausstellung Wohnungslose im Nationalsozialismus wurde bisher in mehr als 100 Städten gezeigt.

## Auszeichnungen
- Wissenschaftspreis des Vereins für Hessische Geschichte und Landeskunde 1990 (für die Dissertation Das Arbeitshaus Breitenau)[3]

## Schriften (Auswahl)
- Feinderklärung und Prävention: Kriminalbiologie, Zigeunerforschung und Asozialenpolitik. Rotbuch-Verlag, Berlin 1988 (Mitverfasser).
- Das Arbeitshaus Breitenau. Bettler, Landstreicher, Prostituierte, Zuhälter und Fürsorgeempfänger in der Korrektions- und Landarmenanstalt Breitenau (1874–1949)., Kassel 1992.
- Breitenau. Zur Geschichte eines nationalsozialistischen Konzentrations- und Arbeitserziehungslagers. Gunnar Richter (Hrsg.). Mit Beitr. von Wolfgang Ayass, Ralf Löber, Gunnar Richter; Jenior und Pressler, Kassel 1993.
- „Asoziale“ im Nationalsozialismus. Klett-Cotta, Stuttgart 1995.
- zusammen mit Dietfrid Krause-Vilmar: Mit Argumenten gegen die Holocaust-Leugnung. Die Leugnung der nationalsozialistischen Massenmorde als Herausforderung für Wissenschaft und politische Bildung, Wiesbaden 1996, 2. Auflage 1998.
- Bismarck und der Arbeiterschutz. Otto von Bismarcks Ablehnung des gesetzlichen Arbeiterschutzes – eine Analyse der Dimensionen und Hintergründe, in: Vierteljahrschrift für Sozial und Wirtschaftsgeschichte 89 (2002), S. 400–426.
- Wohnungslose im Nationalsozialismus. Begleitheft zur Wanderausstellung der Bundesarbeitsgemeinschaft Wohnungslosenhilfe e. V., Bielefeld 2007
- Schwarze und grüne Winkel. Die nationalsozialistische Verfolgung von „Asozialen“ und „Kriminellen“ – ein Überblick über die Forschungsgeschichte. In: KZ-Gedenkstätte Neuengamme (Hrsg.): Ausgegrenzt. „Asoziale“ und „Kriminelle“ im nationalsozialistischen Lagersystem. Bremen 2009 (= Beiträge zur Geschichte nationalsozialistischer Verfolgung in Norddeutschland 11), S. 16–30.
- Sozialdemokratische Arbeiterbewegung und Sozialversicherung bis zur Jahrhundertwende. In: Ulrich Becker, Hans Günter Hockerts, Klaus Tenfelde (Hrsg.): Sozialstaat Deutschland. Geschichte und Gegenwart. Bonn 2010, S. 17–43.
- „Demnach ist zum Beispiel asozial …“. Zur Sprache sozialer Ausgrenzung im Nationalsozialismus. In: Beiträge zur Geschichte des Nationalsozialismus 28. 2012, S. 69–89.
- Max Hirsch. Sozialliberaler Gewerkschaftsführer und Pionier der Volkshochschulen. Hentrich & Hentrich, Berlin 2013, ISBN 978-3-942271-96-7 (= Jüdische Miniaturen, Band 141).
- zusammen mit Wilfried Rudloff und Florian Tennstedt: Sozialstaat im Werden.
  - Band 1. Gründungsprozesse und Weichenstellungen im Deutschen Kaiserreich, Stuttgart 2021, ISBN 978-3-515-13006-6
  - Band 2. Schlaglichter auf Grundfragen, Stuttgart 2021, ISBN 978-3-515-13007-3.
- „Asozial“. Aufstieg und Niedergang eines Kernbegriffs sozialer Ausgrenzung, Freiburg i.Br. 2023. ISBN 978-3-7841-3682-0.